# Amédée Louis Michel Lepeletier

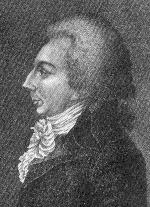
Lepeletier (1770–1845)

Amédée Louis Michel Lepeletier (Le Peletier), comte de Saint-Fargeau (ur. 9 października 1770 w Paryżu, zm. 23 sierpnia 1845 w Saint-Germain-en-Laye) – francuski entomolog.

## Publikacje
- Histoire naturelle des insectes. Hyménoptères. Roret, Paryż 1836–46 p.m.
- Memoires sur le G. Gorytes Latr. Arpactus Jur. Paryż 1832.
- Monographia tenthredinetarum, synonimia extricata. Levrault, Paryż 1823–25.
- Mémoire sur quelques espéces nouvelles d’Insectes de la section des hyménoptères appelés les portetuyaux et sur les caractères de cette famille et des genres qui la composent. Paryż 1806.
- Défense de Félix Lepeletier. Vatar, Paryż 1796/97.